# Saundersiops maculiventris
Saundersiops maculiventris är en tvåvingeart som först beskrevs av Brethes 1909.  Saundersiops maculiventris ingår i släktet Saundersiops och familjen parasitflugor. Inga underarter finns listade i Catalogue of Life.